# Paul Kossel
Paul Kossel (* 16. Juni 1874 in Mellen bei Lenzen (Elbe); † 2. Mai 1950 in Bremen) war ein deutscher Bauunternehmer in Bremen und ein Pionier des Stahlbetonbaus.

## Biografie
Kossel war der Sohn eines Molkereibesitzers. Über seine Ausbildung ist nichts bekannt. Er war seit Anfang des 20. Jahrhunderts Gesellschafter des Zementwaren- und Betongeschäfts Baumhold & Co. GmbH in Bremen, Werderstraße 47. Eine Zweigniederlassung befand sich in Geestemünde. 1920 wurde er alleiniger persönlich haftender Gesellschafter der Paul Kossel & Cie. KG, Beton- und Eisenbetonbau-Unternehmung, die später mit Niederlassungen in Bielefeld, Braunschweig, Dortmund, Hamburg, Hannover, Köln, Oldenburg, Osnabrück, Wesermünde-Geestemünde (Bremerhaven) und Wilhelmshaven vertreten war.
Kossel zählt wegen seiner Kreativität und seines Erfindungsreichtums zu einem der wichtigsten deutschen Bauunternehmer seiner Zeit. Die Firma entwickelte neue Verfahren im Stahlbetonbau. Siedlungen, Kasernen, Industrieanlagen, Wassertürme und Autobahnbrücken entstanden in Europa, u. a. in Bremen, Hannover, Wilhelmshaven, Kassel und Hamburg.
In Bremen führte das Unternehmen die Beton- bzw. Eisenbeton-Arbeiten u. a. für den Wasserturm in Walle (1904–1906), für das Neue Rathaus (1909–1913), für die Kapelle auf dem Osterholzer Friedhof (um 1914), für Häuser in Oslebshausen (Finkenau) (1918–1920), für das Kaufhaus Heymann & Neumann, Obernstraße 15 (1911–1912, 1944 zerstört), für den Erweiterungsbau der Hansa-Mühle im Holzhafen (1915–1916), für die Erweiterungsbauten der Rolandmühle (1925) und für den Wohnwasserturm Wulsdorf in Bremerhaven (1927).

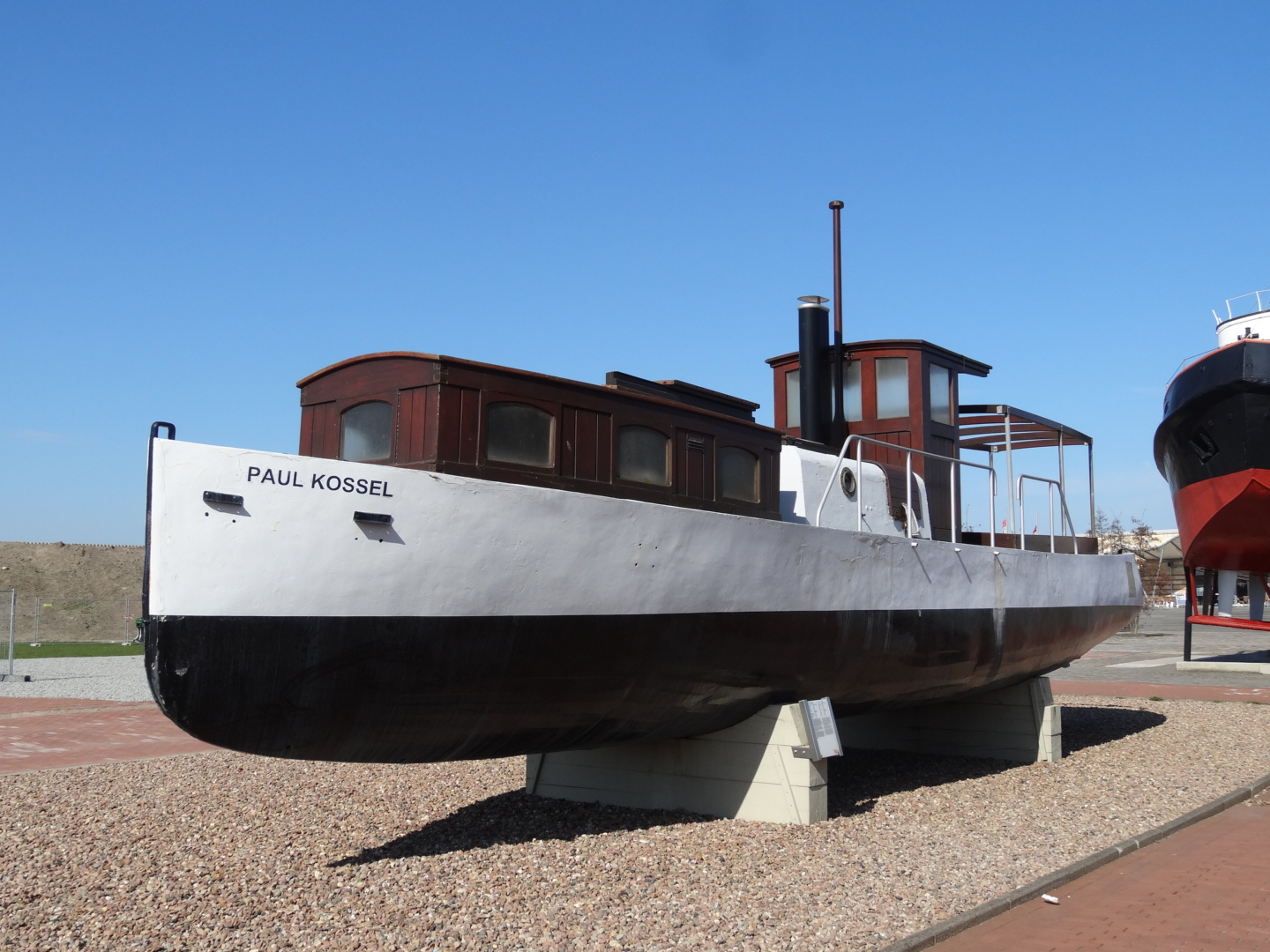
Betonrumpfschiff Paul Kossel

Bekannt wurde das Betonschiff Paul Kossel, ein Motorschlepper von 1920, das heute beim Deutschen Schifffahrtsmuseum in Bremerhaven aufgestellt ist. Auch der Betondachstuhl der Konsumbäckerei in Hannover-Laatzen (1913–1914) fand große Beachtung.
1945 zog sich Kossel aus dem Betrieb zurück. 2003 wurde sein Schaffen in einer Sonderausstellung im LWL-Industriemuseum Ziegelei Lage in Lage gewürdigt.